# Erra-Liiva
Erra-Liiva − wieś w Estonii, w prowincji Virumaa Wschodnia, w gminie Sonda.